# Murray McNabb
Murray McNabb (1947 - 9 juni 2013) was een jazz-pianist en componist uit Auckland, Nieuw-Zeeland. Hij was medecomponist van de soundtrack voor de film Once Were Warriors.
In de jaren zeventig speelde hij met de fusion-band Dr. Tree, in de jaren tachtig met de groep Space Case. Hij maakte deel uit van Modern Times en had een eigen groep, Band R. McNabb componeerde voor televisie en de film. Met Murray Grindlay componeerde hij voor de film 'Once Were Warriors' (1994), waarvoor de twee de 'New Zealand Film and Television-award' kregen. McNabb en Grindlay schreven ook muziek voor de sequel, 'What Becomes of the Broken Hearted?', maar hun werk werd uiteindelijk niet gebruikt, de soundtrack kwam uiteindelijk van de Australische componist David Hirschfelder. De twee Murrays componeerden tevens voor de film 'Broken English' en voor televisie ('The Chosen' en 'Greenstone').
McNabb overleed aan de gevolgen van kanker.

## Discografie
- Song For the Dream Weaver
- Astral Surfers, 2009

## Referentie
- RIP Murray McNabb

- Biblioteca Nacional de España: XX1169194
- Bibliothèque nationale de France: cb14120517d (data)
- International Standard Name Identifier: 0000 0001 1946 0777
- Library of Congress Control Number: no2008022144
- MusicBrainz: 92eaecaa-fd68-4cb5-b1d5-dec23c199019
- Système universitaire de documentation: 19762068X
- Virtual International Authority File: 2678388
- WorldCat: E39PBJgCFVJyYY6hmMXDyPKrv3